# Stanislav Kázecký
Stanislav Kázecký (* 10. března 1972 Praha) je český diplomat, v letech 2013 až 2017 velvyslanec ČR v Portugalsku s přiakreditací pro Kapverdy a Svatý Tomáš a Princův ostrov, v letech 2021 až 2024 velvyslanec ČR v Moldavsku.

## Život
Narodil se 10. března 1972 v Praze. Je ženatý.
Je bakalář z Katedry ekonomie Fakulty sociálních věd Univerzity Karlovy a z Katedry filmové produkce Filmové akademie múzických umění. Umí anglicky, německy, španělsky, portugalsky, rumunsky a francouzsky.

## Diplomatická kariéra

### Vyhoštění z Kuby (2006)
V letech 2004 až 2006 byl první tajemník zastupitelského úřadu na Kubě. V roce 2006 Kuba obvinila Kázeckého z podvratné činnosti i ze špionáže pro USA a neprodloužila Kázeckému vízum, a tím ho de facto vyhostila. Podle ministerstva zahraničí České republiky bylo kubánské obvinění naprosto nepodložené.

### Velvyslanec
V letech 2021 až 2024 působil jako velvyslanec ČR v Moldavsku, kde ho následně vystřídal Jaromír Plíšek. Dle Kázeckého je moldavská proevropská vláda stabilní a vidí evropskou budoucnost pro Moldavsko.